# Історія Снігурівки

## Від найдавніших часів до заснування
Територія міста та його околиць була заселена з найдавніших часів. Біля Снігурівки знайдені рештки стоянки доби мезоліту (10 — 8 тис. років тому), поселення та курганні поховання доби бронзи (ІІІ — І тисячоліття до н. е.), скіфського та пізньоскіфського часу (IV — I ст. до н. е.), а також поселення перших століть нашої ери.
З  кінця XIV до XVI століття землі входили до складу Великого князівства Литовського, Руського, Жемантійського. З кінця XVI століття землями володіють ногайці , васали  Османської імперії , території входять  до т. зв. Дикого Поля. У другій половині XVIII століття територія увійшла до складу Російської імперії за угодами Кючук-Кайнарджійського договору 1774 року. Лише 1803 року з утворенням Херсонської губернії почалася активна колонізація краю. Були засновані міста (сучасні обласні центри України): Херсон (1778) і Миколаїв (1789), а сам край став частиною Засільської волості у складі Херсонського повіту.

## Російська імперія
Снігурівка була заснована на правому березі Інгульця восени 1812 року переселеними державними селянами зі Снігурівки та Ненадєйківки Климовицького повіту Могилівської губернії. За даними ревізії 1816 року у селі  мешкало 322 особи .
Переселенці спочатку звільнялися від подушного податку та оброку, отримували від скарбниці наділ, який становив 15 десятин на ревізьку душу. Користування землею було громадським. Громадська земля ділилася на 2 «відруби»: кращий (3974 десятини) — між Інгульцем і Новопетрівкою і т. зв. Сибір — 4347 десятин, які розкинулися за 25 — 30 верст від села. Окрім того, до 300 десятин громадської землі були непридатні для обробітку.
Місцеві поміщики свавільничали, вдавалися до самовільного захоплення селянських земель, тому мешканці Снігурівки 1823 року навіть скаржилися новоросійському генерал-губернатору Михайлу Воронцову. Щорічно селяни платили 30 — 36 карбованців різноманітних податків, виконували повинності: поштову, дорожню, військову тощо. Щоб мати можливість заплатити податки, чоловіки багатьох родин ходили на заробітки. У зв'язку з бідністю та епідеміями була високою смертність населення. Тому 1828 року до армії взяли лише одного рекрута замість 6 — 8, як у попередні роки.
Згідно закону про поземельне облаштування державних селян від 24 листопада 1866 року за мешканцями Снігурівки  закріпили земельні наділи, котрі раніше перебували у їхньому користуванні. Селяни обкладалися щорічним оброком, який  значно перевищував попередні оброчні платежі. 1886 року відбувся перерозподіл  землі громади за кількістю їдців. Також у той час селян перевели з плати оброку на обов'язковий викуп наділів.
На зламі ХІХ — ХХ ст. у користуванні сільської громади Снігурівки  перебувало 8348 десятин землі, але багато мешканців села жили в складних умовах, частина населення мала щоліта вирушати на пошуки сезонних заробітків. Значні землі околиць Снігурівки концентрувалися в руках місцевих поміщиків (Лінке, Рафтопулової та інших), які володіли більше ніж 2 тис. десятинами кожен.
До 1891 року в селі не було фельдшерського пункту. А з 1901 року Снігурівка мала приміщення лікарні, де 1912 року було 10 ліжок. Лікар, 4 фельшери і санітар обслуговували 15 тис. жителів регіону.
1862 року в селянській хаті відкрито трирічну парафіяльну школу, окреме приміщення для якої збудовано на кошти селян у 1865 році.
Восени 1905 року до краю докотилася Революція 1905 — 1907 років. Саме тоді відбулися масові стихійні виступи селян, які призвели до нападів на маєтки, комори, економії поміщиків (Пономаренка, Заїкіна, Трубецького, Шполи). Однак невдовзі бунт було придушено. Восени 1906 року, після закінчення слідства, багатьох учасників виступів засудили до різних термінів ув'язнення та заслання до Сибіру.
Під час Столипінської аграрної реформи відбулася ліквідація громадського землеволодіння. Частина незаможних селян  неспроможних пристосуватися до нових реалій залишилася без землі. З 1908 по 1913 рік десятки сімей виїхали зі Снігурівки до Акмолінської області, Тобольського краю та інші віддалені райони Російської імперії. 1907 року за сприяння повітового земства в селі організували кредитне товариство, яке надавало позики під 8 — 12 відсотків.
1912 року Снігурівка стає центром волості. Першим волосним старостою був Середа Ілля Дмитрович.
На початку ХХ століття Снігурівка стала значним хліботорговим центром Херсонського повіту. Цьому сприяло вигідне розташування села на гужовому шляху Херсон — Кременчук, а також водне сполучення по Інгульцю з Херсоном та іншими причорноморськими портовими містами. Напередодні Першої світової війни мешканці краю працювали на будівництві залізниці Херсон — Миколаїв — Катеринослав, яка 1916 року була введена в дію.

## Українська революція
Після Лютневої революції у квітні 1917 року волосний з'їзд землеробів підтримав тимчасовий уряд у прагненні вести війну до переможного кінця. Наприкінці квітня робітники залізничної станції оголосили страйк, вимагаючи включити до складу волосного громадського комітету представника від залізничників, і домоглися успіху.
Після жовтневого перевороту у лютому 1918 року на території краю з'являються селянські ради та земельні комітети. Починається перерозподіл земель, конфіскація поміщицьких маєтків, їх майна. Подальші соціальні реформації перериваються громадянською війною.
У березні 1918  році до села увійшли союзні Гетьманському уряду німецько-австрійські війська. Невдовзі їх змінили франко-грецькі інтервенти. Наприкінці лютого 1919 року більшовицькі частини захопили Снігурівку, однак уже в травні їх вибило військо Матвія Григор'єва. А в серпні того ж року село захопила Добровольча армія А.Денікіна. У жовтні загін висунських повстанців на чолі з Ларіоном Завгороднім відбив денікінців, однак незабаром повстанців вибив із села  білогвардійський 42-й Донський полк. Лише наприкінці січня 1920 року село зайняли частини 41-ї дивізії Червоної армії, край остаточно опинився під контролем радянської влади.
По закінченні громадянської війни на теренах краю у Снігурівці залишилось 966 чоловіків і 884 жінки проти 1605 і 2118 у 1916 році. Село мало 657 дворів, 3 кузні, 7 швейних майстерень і 13 дрібних крамниць. У цілому за року війни селу було завдано збитків на суму 1,5 млн. карбованців (у цінах 1920 року)
У лютому 1920 року в селі виник волосний революційний комітет, а 18 квітня — волосний виконавчий комітет Ради робітничих селянських депутатів, першим головою якого став А. О. Дмитрулін. Також навесні було утворено партійний осередок, який очолив партизан Ф.Матосов. Тоді ж постав волосний комсомольський осередок. Незабаром у дусі більшовицької організації відбувся волосний з'їзд сільських комуністичних осередків, всі учасники якого (30 осіб) після з'їзду роз'їхалися  сусідніми волостями сприяти продрозверстці. Наприкінці червня зорганізувався Комітет незаможних селян (КНС), діяльність якого була направлена на земельні перетворення, продрозкладку, відбудову сільського господарства. А восени КНС навіть направив добровольців до Червоної армії на боротьбу з Врангелем у Криму. Таким чином, вже 1920 року Снігурівка та край отримали розгорнуту більшовицьку систему місцевої влади.

## Радянський період
1920 року були закладені більшовицькі організаційні зміни на селі. Найперше на облік взято поміщицькі та надлишки куркульської землі, а також продовольчі запаси, тяглову силу та сільськогосподарський інвентар. Селяни отримали по 4 десятини землі на їдця. Вдалося здійснити максимальний засів орних земель і виконання продрозкладки. Поступово в селі та загалом в краю поширився коопераційних рух. У січні 1921 року  створена сільськогосподарська артіль «Надія».
Попри намагання активного відновлення сільського господарства, стан селян надалі  погіршувався, зокрема внаслідок політики «воєнного комунізу» та посухи 1921 — 1922 років, яка охопила 75 % Миколаївської губернії. Лише з часом мешканцям удалося подолати голод.
У березні 1923 року утворився Снігурівський район Херсонського округу Одеської губернії. Того року з числа середняків і незаможних селян організувалося тракторне товариство. На кінець 1927 року в товаристві налічувалося 31 господарство. Невдовзі господарство реформували у ТСОЗ (товариство  спільної обробки землі), його очолив Олекса Селіванов.
Наступного року організовуються ТСОЗи «Надія», «Згода», «Свобода», «Перемога бідноти», «Нове життя». Всього їх у Снігурівці було сім, а по сільраді — 13. Навесні 1930 на базі ТСОЗів і артілі «Надія» створено колгосп, в якому об'єдналися 90 % дворів райцентру. Так розпочалася суцільна колективізація після проголошеного Й.Сталіним «Великого перелому». До травня 1931 року колективізація в Снігурівці охопила 93,1 % селянських господарств.
Спочатку технічна база господарств була слабкою, але невдовзі в Снігурівці та районі стався стрибок. Ще 1928 року для забезпечення технічної допомоги господарствам району  створено державний пункт технічної допомоги, який мав 8 тракторів і обробляв 40 % орних земель. На базі цього пункту була створена одна з перших в УСРР МТС (Машинно-тракторна станція). У її створені активну участь узяла республіканська піонерська організація. Піонерами було зібрано десятки тисяч тонн металобрухту та макулатури. Отримані за це гроші (150 тис. карбованців) ввійшли до фонду будівництва машинно-тракторної станції. 18 червня 1931 року на відкриття Снігурівської МТС з усієї радянської України прибуло 150 представників піонерських організацій. МТС отримала ім'я Першого Всеукраїнського піонерського злету.
Згодом із Снігурівської МТС виділилися самостійні станції — Баратівська та Киселівська. Машинний парк Снігурівської МТС налічував 67 тракторів, 27 комбайнів, 20 автомашин.

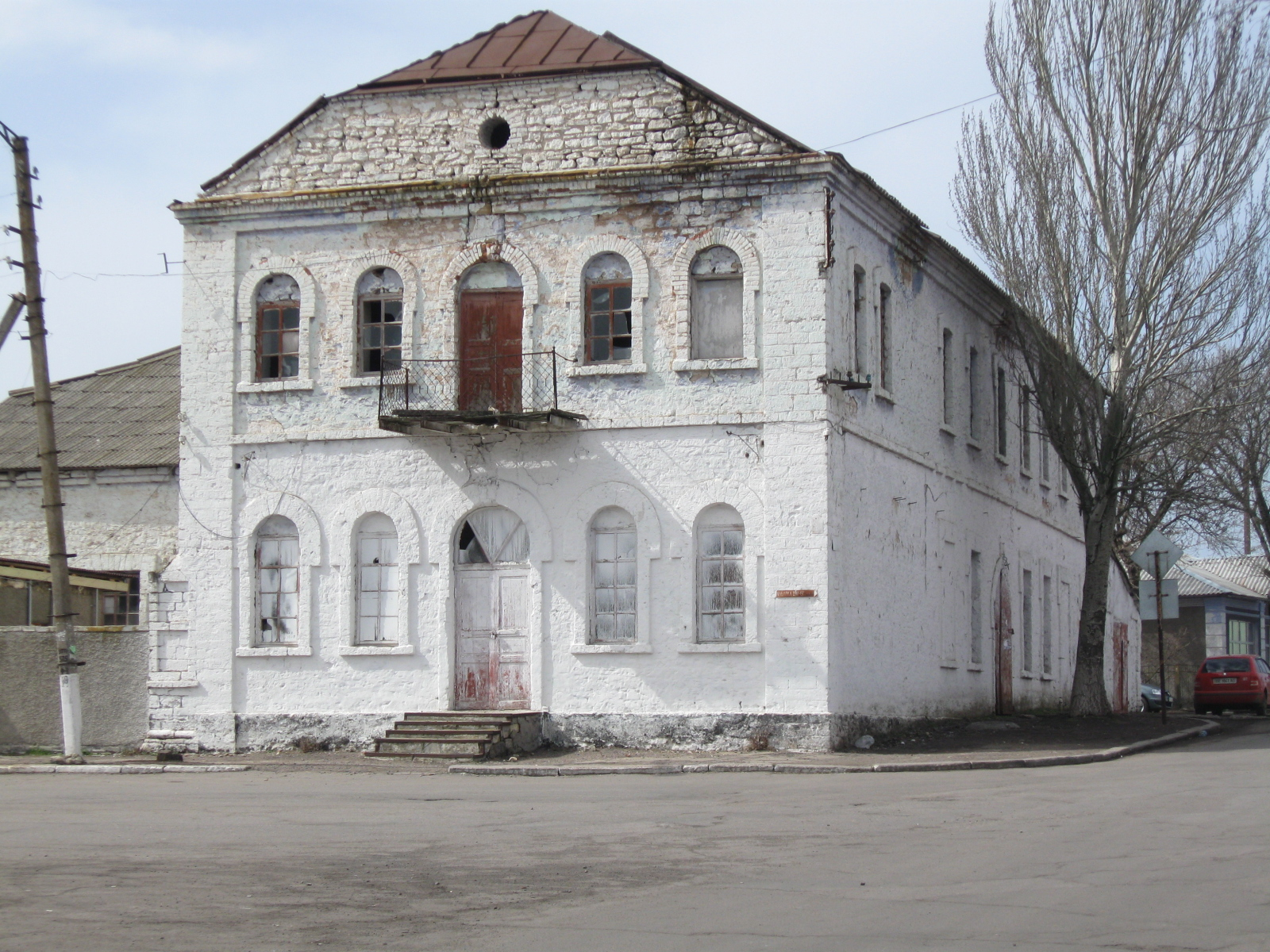
Паровий млин 1911 року, вул. Чайковського. 69. Фото 2013 року

У Снігурівці паралельно з аграрним сектором економіки відбувалося піднесення промисловості. Так, 1925 року в селі працювало 5 кузень, 7 шевських і 1 майстерня з ремонту годинників. Діяло 6 великих і 12 дрібних торгових підприємств. Нараховувалось 5 олієнь, 11 млинів. 1922 року розпочалось будівництво електростанції згідно з планом ГОЕЛРО, яка 1926 року запрацювала. Того року снігурівці побачили вперше німий фільм і почули радіо. Гучномовець був встановлений у старій частині міста, де тепер розташована будівля колишнього універмагу.
1927 року поряд зі Снігурівкою з'явилося перше промислове підприємство району — консервний завод у Туркулах.
У 1920-ті роки розвивалися медична, освітня та культурна сфери. З 1920 року діяли лікарня, аптека, трудова семирічна школа, народний будинок. З'явилися гуртки ліквідації неписемності серед дорослого населення, які пізніше стали школами лікнепу. Восени 1925 року перші 24 випускники отримали свідоцтва про закінчення тримісячної школи лікнепу, вісім відмінників навчання були заохочені преміями.
У травні 1922 року за ініціативою комсомольської організації у Снігурівському народному домі було зорганізовано самодіяльний театр. Підготовкою вистав керував запрошений із Херсона актор міськдрамтеатру Ю. В. Шумський (пізніше народний артист СРСР). 1923 року в місцевій школі комсомольці створили піонерську організацію. Через рік на кошти, зароблені комсомольцями на залізничній станції, будівництві та ремонті сільських хат і під час суботників, був відкритий перший піонерський табір для сиріт, дітей загиблих червоноармійців і партизан.
У роки голодомору Снігурівка, район як і вся, охоплена голодом, Радянська Україна дуже постраждали. Після «Великого перелому» 1929 року в межах усієї держави було заборонено ринкову хлібну торгівлю. Колгоспний хліб стали вивозити на державні зсипні пункти та елеватори за фіксовану ціну, яка через інфляцію стала невідповідною витратам. Працівники колгоспу могли отримати зерно лише в кінці року за трудодні, які по суті були дармовими: селяни виживали лише з власного городу.
Природно, що в таких умовах селянство не було зацікавлене здавати державі зерно. Тому для виконання поставленого плану закупівлі хліба за твердими цінами, 1929 року в області  реалізований затверджений Й.Сталіним «уральсько-сибірський» метод хлібозаготівель. Згідно методу, план хлібної заготівлі призначався згори для кожного села, після чого вже на місцях визначалися обсяги здачі зерна для кожного селянського двору. Хто не виконував план, підлягав штрафу.
Плани хлібозаготівель постійно переглядались у бік збільшення. Неспроможність селянства впоратися з неадекватно поставленими перед ним завданнями, зокрема через несприйнятливі погодні умови, з одного боку і рішуче прагнення владних органів силоміць забирати зерно, щоб виконати ці плани, — призвели до великої смертності селян від голоду.
На 1 вересня 1932 в області заготовлено 7 тис. 144 т зерна, що становило 81,7 %. Бюро міськкому партії ухвалило рішення притягнути до суворої відповідальності керівників і секретарів парторганізацій колгоспів, якщо за п'ять днів не буде виконано планів хлібозаготівель. При цьому передбачалось у цьому процесі допомога органів міліції, ДПУ, прокуратури, які мали сприяти в проведенні «адміністративних заходів до злісних нездавачів хліба».
Керівники, члени партій на місцях ще при формуванні плану хлібозаготівлі до кожної сільради розуміли нереальність його виконання. Але на них не звертали уваги і почалися пошуки винуватців у зриві виконання хлібозаготівельної кампанії.
Винуватців шукали як і серед заможних селян, так і в середовищі колгоспників і одноосібників. З активістів сільських рад і колгоспів були створені так звані бригади з викачування зерна — «буксири». Контролювали ці бригади партійні та владні уповноважені з Миколаєва.
У 1941 році, під час Другої світової війни, Снігурівка опиняється під німецькою окупацією. У березні 1944 року радянським командуванням в районі Снігурівки була проведена одна із значних операцій Другої світової війни, яка отримала назву 
Березнегувато-Снігурівської. Операція полягала у наступі на Миколаївсько-Одеському напрямку з метою розгрому противника між річками Інгулець та Південний Буг. 
Після запеклих боїв радянським військам удалося розділити фронт оборони німецьких військ, водночас зайнявши позиції південніше міста Снігурівка, щоб запобігти відступові головних сил ворога. Опинившись у районі Березнегувате—Снігурівка під загрозою оточення, противник залишив значну частину бойової техніки і прорвався за Південний Буг у напрямку Миколаєва. Снігурівка звільняється від німецької окупації.
Із 1520 громадян Снігурівки, які пішли на фронт, в рідні місця повернулося тільки 680. Снігурівці з повагою зберігають в пам'яті імена загиблих земляків та тих, хто бився за їхнє місто. У Снігурівці встановлено 4 пам'ятника загиблим воїнам.

## Незалежна Україна
У травні 1995 року Кабінет Міністрів України затвердив рішення про приватизацію АТП-14830, районного агрохімії, заводу будівельних матеріалів і районної сільськогосподарської техніки, в липні 1995 року було ухвалено рішення про приватизацію заводу залізобетонних виробів, ремонтно-механічного заводу, спеціалізованих АТП-1411, ПМК No 25, ПМК No 136, радгоспів «Приозерний» та «Інгулецький».
24 листопада 2015 року Снігурівська міська рада під час декомунізації перейменувала проспекти, вулиці, площі, проїзди в місті.
12 вересня 2019 року на головній алеї, що веде до Снігурівської районної гімназії, встановлено пам'ятник Тарасові Шевченку. Крім встановлення пам'ятника, було приведено до ладу і весь сквер. Це стало можливим після отримання Снігурівським районом 300 тисяч грн на благоустрій відповідної території.
17 липня 2020 року, в результаті адміністративно-територіальної реформи та ліквідації Снігурівського району, місто увійшло до складу Баштанського району.

### Російсько-українська війна
У ході російського вторгнення в Україну, з першого дня весни окупанти колонами почали оточувати міста Миколаїв та Херсон. Миколаївський глиноземний завод тимчасово припинив свою роботу через неможливість відвантаження готової продукції. Російські війська на Миколаївщині масово кидали свою техніку. Зафіксовані випадки її спалення особовим складом. Того ж дня окупанти почали рух у бік Снігурівки, Висунська й Березнегуватого. В Баштанці та Снігурівці поблизу Миколаєва місцеві жителі перегородили техніку, взявши російських окупантів у полон.
3 березня близько 7:30 російські окупанти завдали ракетних ударів по селу Генівка. У Вознесенську близко 30 військових РФ перевдягнулися в цивільне, і намагалися таким чином пройти до міста. Тим часом біля Снігурівки знову почалися бої. О 14:25 було повідомлено про переміщення військової техніки окупантів: через Чорнобаївку та Лимани, а також з боку Снігурівки до Миколаєва, не доходячи до Баштанки через Снігурівку в бік Нової Одеси
19 березня 2022 року Снігурівку захопили російські війська. Але перед тим місто обстріляли. 19 липня 2022 року ЗСУ повідомили, що українська авіація завдала удару по окупантах в районі Снігурівки.
25 березня російські окупанти продовжують атакувати населені пункти в Миколаївській області ракетами та артилерією. Під ударом опиняються окремі райони Миколаєва, села і міста Баштанського району, населені пункти на кордоні Миколаївської та Херсонської областей. Через обстріли країни-агресорки зруйновано школу в Снігурівці.
Українські військові захопили чотири бронетранспортери, один танк, пошкодили один літак, знищили п'ять одиниць автомобільної техніки, дві бойові машини, один танк та один бронетранспортер.
В ході російського вторгнення в Україну, 1 березня російські війська рухалися до міста. Місцеві жителі перегородили в'їзд техніки, взяли кількох окупантів у полон. 3 березня навколо міста почалися бої. 19 березня Снігурівку окупували російські війська, перед тим місто обстріляли. 25 березня внаслідок російського обстрілу зруйновано школу. 27 березня бої продовжувалися, російські війська відійшли на околиці, проте ЗСУ продовжили оборону частини міста. 19 липня ЗСУ повідомили, що українська авіація завдала удару по окупантах в районі Снігурівки.
10 листопада 2022 року 131-й розвідувальний батальйон ЗСУ звільнив Снігурівку від російських окупантів. 13 листопада в місті було відновлено мобільний зв'язок, з 14-го — відновлено подачу води. В'їзд до міста обмежили щонайменше до 24 листопада.